# Ciclismo ai XIX Giochi del Mediterraneo
Le gare di ciclismo ai XVIII Giochi del Mediterraneo si sono svolte il 30 giugno e il 2 luglio 2022 sul circuito urbano di Orano.
Gli atleti sono stati impegnati nella corsa in linea e in quella a cronometro sia al maschile che al femminile.

## Calendario
Il calendario delle gare è stato il seguente:
| ● | Finali |

| Giugno | Giugno | Giugno | Giugno | Giugno | Giugno | Giugno | Luglio | Luglio | Luglio | Luglio | Luglio | Luglio |
| 24     | 25     | 26     | 27     | 28     | 29     | 30     | 01     | 02     | 03     | 04     | 05     | 06     |
|        |        |        |        |        |        | 2      |        | 2      |        |        |        |        |

## Podi

### Uomini
| Evento                | Oro          | Tempo    | Argento      | Tempo    | Bronzo              | Tempo    |
| In linea (dettagli)   | Paul Penhoet | 3:12'23  | Ewen Costiou | 3:12'23  | Valentin Retailleau | 3:12'28  |
| Cronometro (dettagli) | Rafael Reis  | 31'28"88 | Enzo Paleni  | 32'18"15 | Ognien Ilic         | 32'19"63 |

### Donne
| Evento                | Oro               | Tempo    | Argento          | Tempo    | Bronzo          | Tempo    |
| In linea (dettagli)   | Barbara Guarischi | 1:58"24  | Daniela de Sousa | s.t.     | Sandra Alonso   | s.t.     |
| Cronometro (dettagli) | Vittoria Guazzini | 24'24"40 | Eugenia Bujak    | 25'14"20 | Cedrine Kerbaol | 25'52"77 |

## Medagliere
| Posizione | Paese      | Oro | Argento | Bronzo | Totale |
| --------- | ---------- | --- | ------- | ------ | ------ |
| 1         | Italia     | 2   | 0       | 0      | 2      |
| 2         | Francia    | 1   | 2       | 2      | 5      |
| 3         | Portogallo | 1   | 1       | 0      | 2      |
| 4         | Slovenia   | 0   | 1       | 0      | 1      |
| 5         | Serbia     | 0   | 0       | 1      | 1      |
| 6         | Spagna     | 0   | 0       | 1      | 1      |
|           | Totale     | 4   | 4       | 4      | 12     |